# Humaitá (Rio Grande do Sul)
Humaitá é um município brasileiro do estado do Rio Grande do Sul.

## Geografia
Sua população estimada em 2018 era de 4.788 pessoas, sendo que a população no último censo (2010) era de 4.919 pessoas.

## População
Referência: